# WWE Extreme Rules
 Der er for få eller ingen kildehenvisninger i denne artikel, hvilket er et problem. Du kan hjælpe ved at angive troværdige kilder til de påstande, som fremføres i artiklen.

Extreme Rules er et pay-per-view-show inden for wrestling produceret af World Wrestling Entertainment. Det er ét af organisationens månedlige shows og blev afholdt for første gang d. 7. juni 2009 i New Orleans Arena i New Orleans, Louisiana. I 2010 blev showet flyttet to måneder frem til april. Det fungerer dermed både som erstatning for WWE's One Night Stand, der fungerede som pay-per-view-show i juni fra 2005 til 2008, samt WWE's Judgment Day, der havde fungeret som pay-per-view-show i april siden 2000.  
Extreme Rules-showet er det eneste af WWE's månedlige pay-per-view-shows, hvor alle kampene på programmet bliver kæmpet under ekstreme regler. Det er på mange måder en kombination af ECW's One Night Stand og WCW's Uncensored. 

## Resultater

### 2009
Extreme Rules 2009 fandt sted d. 7. juni 2009 fra New Orleans Arena i New Orleans, Louisiana.
- WWE United States Championship: Kofi Kingston besejrede Montel Vontavious Porter, William Regal og Matt Hardy i en Fatal Four-Way Match
- WWE Intercontinental Championship: Chris Jericho besejrede Rey Mysterio i en No Holds Barred Match
  - Jericho vandt dermed titlen for niende gang, hvilket er en rekord.
- CM Punk besejrede Umaga i en Samoan Strap Match
- ECW Championship: Tommy Dreamer besejrede Christian og Jack Swagger i en Triple Threat Hardcore Match
- Santina Marella besejrede Vickie Guerrero (med Chavo Guerrero) i en Hog Pen Match
- WWE Championship: Batista besejrede Randy Orton i en Steel Cage Match
  - Batista vandt VM-titlen for femte gang.
- John Cena besejrede Big Show i en Submission Match
- World Heavyweight Championship: Jeff Hardy besejrede Edge i en Ladder Match
- World Heavyweight Championship: CM Punk besejrede Jeff Hardy
  - Få sekunder efter Jeff Hardys VM-titelsejr forlangte CM Punk at få sin kontrakt på en VM-titelkamp, som han vandt ved WrestleMania XXV i en Money in the Bank Ladder Match, indløst. Kort efter havde CM Punk vundet VM-titlen for anden gang.

### 2010
Extreme Rules 2010 fandt sted d. 25. april 2010 fra 1st Mariner Arena i Baltimore, Maryland.
- The Hart Dynasty (David Hart Smith og Tyson Kidd) (med Natalya og Bret Hart) besejrede ShoMiz (Big Show og The Miz) i en Gaunlet match 
  - John Morrison & R-Truth og Montel Vontavious Porter & Mark Henry deltog også i kampen, der var om en titelkamp mod ShoMiz, der er regerende verdensmestre.
- CM Punk besejrede Rey Mysterio i en Hair match
- JTG besejrede Shad Gaspard i en Strap Match
- WWE World Heavyweight Championship: Jack Swagger besejrede Randy Orton i en Extreme Rules match
- Sheamus besejrede Triple H i en Street Fight
- WWE Women's Championship: Beth Phoenix besejrede Michelle McCool (med Vickie Guerrero og Layla) i en Extreme Makeover match
- Edge besejrede Chris Jericho i en Steel Cage match
- WWE Championship: John Cena besejrede Batista i en Last man standing match

### 2011
Extreme Rules 2011 fandt sted d. 1. maj 2011 fra St. Pete Times Forum i Tampa, Florida.
- Randy Orton besejrede CM Punk i en last man standing match
- WWE United States Championship: Kofi Kingston besejrede Sheamus i en tables match
- Michael Cole og Jack Swagger besejrede Jim Ross og Jerry Lawler
- Rey Mysterio besejrede Cody Rhodes i en falls count anywhere match
- Layla besejrede Michelle McCool i en no disqualifications, loser leaves WWE match
- WWE World Heavyweight Championship: Christian besejrede Alberto Del Rio i en ladder match
  - Christan vandt dermed sin første VM-titel i WWE. Han har tidligere vundet ECW-titlen i WWE og NWA-titlen i TNA, men i begge tilfælde på tidspunkter, hvor de ikke var anerkendte som VM-titler.
- WWE Tag Team Championship: Big Show og Kane besejrede The Corre (Wade Barrett og Ezekiel Jackson) i en lumberjack match
- WWE Championship: John Cena besejrede The Miz og John Morrison i en steel cage triple threat match
  - John Cena vandt dermed sin 10. VM-titel i WWE.

### 2012
Extreme Rules 2012 fandt sted d. 29. april 2012 fra Allstate Arena i Rosemont, Illinois.
- Randy Orton besejrede Kane i en falls count anywhere match
- Brodus Clay (med Hornswoggle, Cameron og Naomi) besejrede Dolph Ziggler (med Vickie Guerrero og Jack Swagger)
- WWE Intercontinental Championship: Cody Rhodes besejrede Big Show i en tables match
- WWE World Heavyweight Championship: Sheamus besejrede Daniel Bryan i en 2-out-of-3 falls match
- Ryback besejrede Aaron Relic og Jay Hatton 2-mod-1 handicap match
- WWE Championship: CM Punk besejrede Chris Jericho i en Chicago street fight
- WWE Divas Championship: Layla besejrede Nikki Bella (med Brie Bella)
- John Cena besejrede Brock Lesnar i en extreme rules match